# Kondrić
Kondrić falu Horvátországban, Eszék-Baranya megyében. Közigazgatásilag Trnavához tartozik.

## Fekvése
Eszéktől légvonalban 43, közúton 56 km-re, Diakovártól légvonalban 10, közúton 15 km-re délnyugatra, községközpontjától 3 km-re északkeletre, Szlavónia középső részén, a Dilj-hegység délkeleti lejtőin, a Breznica-patak völgyében fekszik.

## Története
A történeti források tanúsága szerint a település már a középkorban is létezett. 1422-ben „Kundorthia”, 1428-ban „Kondorthyn” alakban említik Névna várának tartozékaként. A szomszédos településekhez hasonlóan lakossága valószínűleg túlélte az 1536-os török hódítást. A török korban szpáhi birtokként a diakovári bég volt az ura. 1579-ben a Pozsegai szandzsák és a Nivnai náhije részeként 9 portával szerepel a török defterben. Utolsó török birtokosa Musztafa bég volt. 1683-ban a Bécs ellen vonuló török sereg feldúlta, lakossága pedig elmenekült. A török korban egy másik falu is volt a mai Kondić területén, melyet Lužancinak neveztek és 6 portája volt. A török kiűzése után valószínűleg Boszniából érkezett katolikus horvát lakosság települt a kihalt területre. A 18. század elején már 16 ház állt a faluban. Ezután azonban csak lassan fejlődött, lakosságának száma sem 1758-ig, sem 1802-ig nem gyarapodott.
Az első katonai felmérés térképén „Kondrics” néven található. Lipszky János 1808-ban Budán kiadott repertóriumában „Kondrics” néven szerepel. Nagy Lajos 1829-ben kiadott művében „Kondrics” néven 24 házzal, 124 katolikus vallású lakossal találjuk.
A településnek 1857-ben 152, 1910-ben 289 lakosa volt. Verőce vármegye Diakovári járásának része volt. Az 1910-es népszámlálás adatai szerint lakosságának 92%-a horvát, 6%-a magyar anyanyelvű volt. Az első világháború után 1918-ban az új szerb-horvát-szlovén állam, majd később (1929-ben) Jugoszlávia része lett. 1991-től a független Horvátországhoz tartozik. 1991-ben lakosságának 98%-a horvát nemzetiségű volt. 2011-ben a településnek 230 lakosa volt.

## Lakossága
| Lakosság változása | Lakosság változása | Lakosság változása | Lakosság változása | Lakosság változása | Lakosság változása | Lakosság változása | Lakosság változása | Lakosság változása | Lakosság változása | Lakosság változása | Lakosság változása | Lakosság változása | Lakosság változása | Lakosság változása | Lakosság változása |
| ------------------ | ------------------ | ------------------ | ------------------ | ------------------ | ------------------ | ------------------ | ------------------ | ------------------ | ------------------ | ------------------ | ------------------ | ------------------ | ------------------ | ------------------ | ------------------ |
| 1857               | 1869               | 1880               | 1890               | 1900               | 1910               | 1921               | 1931               | 1948               | 1953               | 1961               | 1971               | 1981               | 1991               | 2001               | 2011               |
| 152                | 235                | 223                | 218                | 305                | 289                | 331                | 367                | 372                | 393                | 399                | 391                | 406                | 364                | 274                | 230                |

## Nevezetességei
Keresztelő Szent János tiszteletére szentelt római katolikus kápolnája 1998-ban épült a régi, rossz állapotú kápolna helyén. A régi épületből csak a torony maradt meg, melyet nem bontottak le. A kápolna a trnavai plébánia filiája.

## Kultúra
A KUD Kondrićani Kondrić kulturális és művészeti egyesületet 2001. január 6-án alapították. 
Három szekciója működik: tánccsoport, énekkar és tamburazenekar. A mai egyesületnek mintegy 20 aktív tagja van. A falu énekeit, táncait és népszokásait Szlavónia és Baranya településein kívül külföldre, Szerbiába, Bosznia-Hercegovinába, Magyarországra és Macedóniába is elvitték már. Büszkék saját rendezésű „Lipanjski večeri” (Júniusi esték) nevű folklór fesztiváljukra, melyet minden évben a trnavai „Bonavita” borfesztivál és diakovári „Đakovački vezovi” folklórfesztivál nyitányaként rendeznek meg. Ezen kívül december 27-én Szent János ünnepén „Na Ivanje u Kondriću” címmel karácsonyi műsort is adnak.

## Oktatás
A településen a trnavai Strossmayer általános iskola alsó tagozatos területi iskolája működik.

## Sport
Az NK „Rekord” Kondrić labdarúgóklubot 1975-ben alapították. Az 1990-es évek közepén az „Ovčara” nevet kapta, de 2012-ben visszaadták az eredeti nevét. Eddigi legnagyobb sikerét az 1999/2000-es bajnokságban érte le, amikor a megyei 1. liga keleti csoportjának második helyén végzett. A csapat jelenleg a 2. ligában szerepel.